# مجتمع مسکونی (فیلم)
«مجتمع مسکونی» (انگلیسی: Tower Block (film)) یک فیلم دلهره‌آور بریتانیایی محصول سال ۲۰۱۲ به کارگردانی جیمز نان و رونی تامپسون به عنوان اولین کارگردانی آنها و نویسندگی جیمز موران است. در این فیلم شریدان اسمیت، جک اوکانل، رالف براون و راسل تووی بازی می‌کنند. فیلم روایتگر ساکنان یک بلوک آپارتمان پس از مشاهده قتل یک نوجوان هدف یک تک‌تیرانداز نادیده قرار می‌گیرند است، این فیلم در ۲۱ سپتامبر ۲۰۱۲ در بریتانیا اکران شد و همچنین فیلم پایانی جشنواره فیلم FrightFest 2012 بود.